# 余淑美
余淑美（1952年11月—），台灣女性分子生物學家，中央研究院院士，現擔任中央研究院分子生物研究所特聘研究員。她以研究水稻基因而聞名，在台灣學界有「水稻教母」之譽。

## 經歷
余淑美出身臺中市外埔區客家農家，是家中的長女。臺北市立第一女子高級中學畢業後獲得國立中興大學植物病理學學士、碩士。之後前往美國，於1984年獲得阿肯色大學植物病理學及植物學博士。獲得博士學位後曾在冷泉港實驗室、羅徹斯特大學、康乃爾大學進行研究。1989年回到台灣進入中研院分子生物研究所任職至今。

## 研究
余淑美目前的研究方向有植物糖訊息傳遞及基因調控、水稻功能性基因體、植物分子農場。

## 榮譽
- 1996年榮獲中央研究院年輕研究人員著作獎
- 1998年榮獲侯金堆生物科學傑出榮譽獎
- 2004年榮獲教育部學術獎[2]
- 2005年榮獲世界科学院院士
- 2009年榮獲花喇子模國際科學獎[3]
- 2012榮獲為中央研究院院士（生命科學組）、國立中興大學第十二屆傑出校友[4]
- 2014年榮獲台灣傑出女科學家獎-傑出獎[5][6]、美國植物生物學會（英语：American Society of Plant Biologists）國外傑出植物科學家獎[7]

## 家庭
余淑美的丈夫是中央研究院分子生物研究所研究員趙裕展，兩人育有一子一女。

## 外部連結
- 中央研究院分子生物研究所余淑美網頁 （页面存档备份，存于）
- 中央研究院生質酒精研發計畫余淑美網頁 （页面存档备份，存于）
- 台灣水稻教母　「笨方法」救全球糧荒 （页面存档备份，存于）
- 國立中興大學介紹余淑美 （页面存档备份，存于）